# NHK松山放送局
NHK松山放送局（日语：NHK松山放送局），又译NHK松山广播电视台，是日本放送協會（NHK）的地方广播电视台（放送局）之一，位於爱媛县松山市，為NHK在四國地方的地区据点台（基干局），也是爱媛县境内除南海放送外唯一兼营中波电台的媒体。

## 外部連結
- NHK松山放送局 （页面存档备份，存于）
- NHK松山的X（前Twitter）